# Edmund Anton Kohlschein
Edmund Anton Kohlschein (* 31. Mai 1900 in Düsseldorf; † 15. Mai 1996 ebenda) war ein deutscher Maler. Er war der jüngste Sohn von Josef Kohlschein dem Älteren, Bruder der Maler Hans Kohlschein und Josef Kohlschein der Jüngere.

## Leben
Edmund Anton Kohlschein besuchte ab 1917 die Kunstakademie Düsseldorf. Mit 18 Jahren wurde er Soldat, so dass er ab 1919 sein Studium bei den Professoren Willy Spatz und Eduard von Gebhardt fortsetzen konnte, bis er Meisterschüler von Carl Ederer wurde. Er schloss sich früh der Reformbewegung „Junges Rheinland“ an, die sich gegen den konventionellen Akademiebetrieb stellte. Nicht von ungefähr befassen sich seine Arbeiten in dieser Umbruchphase mit Katastrophenthemen: „Rheinvorland bei Hochwasser“ 1920, „Brennendes Gehöft“ 1922, „Napoleonsberg nach Unwetter“ 1922.
Ab 1924 änderten sich sein Malstil wie Bildaufbau. Klare Farben und grafische Strukturen setzten sich durch. Sein Bruder Hans Kohlschein beteiligte ihn an Ausmalungen in Düsseldorf (Kirche Maria Rosenkranz, Haus zum Kurfürsten).
Dem folgten eigene Aufträge: Annakloster in Köln 1927, Kreuzweg in Sinzenich 1930, Alexianerkloster in Neuß. Das Werk E.A.K.s ist in Thematik wie Technik breit angelegt- neben szenischen Darstellungen, Landschaften, Blumenbildern und Stillleben umfasst es Porträts, wobei die aus den 20er Jahren besonders zu beachten sind: „Selbstbildnis“ 1924, seine spätere Frau „Hella“ 1924, „Anna Berke“ 1927, aber auch „Mein Junge“ 1932 und das Bildnis seines Bruders Hans Kohlschein von 1947 sind zu nennen. Am bekanntesten sind jedoch seine lichtdurchfluteten, oft impressionistisch aufgefassten Landschaften, denen vielfach wunderbar leichte Aquarelle vorausgehen: „Malkastenpark“ 1930, „Großer Steinbruch“ 1952, „Cadaques“ 1958, „Korkeichen bei Altea“ 1970 und immer wieder Kastanien und Motive aus dem Warburger Land.
Wie alle Kohlscheins wirkte er auch aktiv im Künstlerverein Malkasten (KVM): 1928–1968 als Gartenvogt des bedeutenden Parks, 1948 übernahm er den Vorsitz des „Vereins der Düsseldorfer Künstler zur gegenseitigen Unterstützung und Hilfe“, bis 1973 organisierte er die alljährlich stattfindenden Winterausstellungen.
1970 wurde er zum Ehrenmitglied des KVM ernannt.

## Werke

### Hauptwerke
- 1920 „Rheinvorland bei Hochwasser“
- 1922 „Brennendes Gehöft“
- 1922 „Napoleonsberg nach Unwetter“ (Stadtmuseum Düsseldorf)
- 1930 „Malkastenpark“
- 1952 „Großer Steinbruch“
- 1958 „Cadaques“
- 1970 „Korkeichen bei Altea“

### Porträts
Wichtige Porträts dieser Zeit sind:
- 1924 „Hella“
- 1927 „Anna Berke“
- 1932 „Mein Junge“
- 1947 „Hans Kohlschein“

## Standorte und Ausstellungen

### Standorte
- Museum Kunstpalast, Düsseldorf
- Stadtmuseum Düsseldorf
- Künstlerverein Malkasten, Düsseldorf
- Museum im Stern in Warburg.

### Ausstellungen
- Düsseldorfer Künstlergruppe 1949 in der Kunsthalle Düsseldorf 1949
- Künstlerverein Malkasten Düsseldorf 1968, 1974, 1980, 1990
- Warburg 1984
- Museum im Stern Warburg 1997
- „Die Künstlerfamilie Kohlschein“ im Stadtmuseum Düsseldorf 1985, anlässlich seines 85. Geburtstages.